# シャーシュエ
シャーシュエ（Xiaxue 下雪）は、シンガポールのブロガーとフリーランス・ライターであるウェンディ・チェン（Wendy Cheng）の芸名。シェーシュエのブログは、シンガポール国立図書館庁のアーカイブに加えられている。
シャーシュエはシンガポールのリアリティ番組、Girls Out Loudのホストを務めたことでも知られる。2008年には、インターネット放送番組Xiaxue's Guide To Lifeで司会を務めた。

## 論争
2005年7月20日、ブログとGmailのアカウントが何者かにハッキングされた、ブログが改変されメールの多くも不正に削除される被害にあった。
2005年10月、バリアフリー・トイレを使おうとした健常者を罵倒した身体障害者を批判する記事をブログに投稿した。当時のスポンサーであった3社のうち2社はこれを不適切として契約を打ち切った。
2005年12月、人種差別的な投稿をしたとして批判が起こり、政府にシャーシュエの処罰を求める運動が起こった。
2008年7月、6月30日付けのブログによって中傷を受けたとしてブロガーのドーン・ヤングから訴訟を起こされた。

## 私生活
2009年12月、ウェブ上で出会ったとされるアメリカ人のマイケル・サイヤーと婚約し、2010年3月13日にシンガポール国内のイタリアンレストランで挙式を行った。